# رومية 16
رومية 16 هو الفصل السادس عشر والأخير من رسالة رومية في العهد الجديد من الكتاب المقدس المسيحي. وقد ألفها الرسول بولس، عندما كان بولس في كورنثوس في منتصف الخمسينيات الميلادية،  بمساعدة سكرتير (كاتب)، ترتيوس، الذي أضاف تحيته الخاصة في الآية 22. في حين أن هذا الفصل يحتوي على توصية بولس الشخصية، والتحية الشخصية، والنصيحة الأخيرة، والنعمة، والتحية من الرفاق، وتحديد كاتبه/كاتب الوحي، والبركة،  يلاحظ مارتن لوثر أنه
كما يتضمن تحذيرًا مفيدًا ضد العقائد البشرية التي تُكرز جنبًا إلى جنب مع الإنجيل والتي تسبب قدرًا كبيرًا من الضرر. وكأنه رأى بوضوح أنه من روما ومن خلال الرومان ستأتي القوانين والمراسيم الخادعة الضارة جنبًا إلى جنب مع كل قطيع وقطيع من القوانين والأوامر البشرية التي تغرق العالم كله الآن وقد محت هذه الرسالة وكل الكتاب المقدس، جنبًا إلى جنب مع الروح والإيمان. لا يبقى شيء سوى بطن الصنم، ويصور القديس بولس هؤلاء الناس هنا كخدم له. الله يخلصنا منهم. آمين.

## محتوى
يتكون هذا الفصل من 27 آية. تمت كتابة النص الأصلي باللغة اليونانية العامية : بعض المخطوطات المبكرة التي تحتوي على نص هذا الفصل هي:
- بردية رقم 46  [لغات أخرى]‏ (175-225؛ مكتملة بثغرات صغيرة في أسفل الأوراق)
- بردية رقم 118  [لغات أخرى]‏ (القرن الثالث؛ الآيات الباقية 1، 4-7، 11-12)
- المخطوطة الفاتيكانية (325-350)
- مخطوطة سيناء (330-360)
- المخطوطة الإسكندرانية (400-440)
- Codex Ephraemi Rescriptus (~450؛ كاملة)
- بردية 61  [لغات أخرى]‏ (القرن السابع؛ الآيات الباقية 23-27)

### فيبي (الآيات 1-2)
1 أوصي إليكم بأختنا فيبي التي هي خادمة كنيسة كنخريا، 2 أن تقبلوها في الرب كما يحق للقديسين، وتساعدوها في كل ما تحتاج إليه منكم، لأنها كانت معينة لكثيرين ولي أيضا.
رومية 16: 1-2، النسخة الإنجليزية الحديثة ‏ 
توصف "فيبي" بأنها "خادمة" للكنيسة في ترجمة الملك جيمس الجديدة، كـ "شماس" في النسخة الدولية الجديدة ‏ والنسخة القياسية المنقحة الجديدة ‏، و"شماسة" في النسخة القياسية المنقحة والكتاب المقدس في القدس ‏، و"قائد" في النسخة الإنجليزية المعاصرة ‏. وفقًا للمصطلح المعاصر في الرسالة، كانت "الممثلة الرئيسية للكنيسة في كنخريا. تشير نسخة القدس للكتاب المقدس إلى أنها كانت "على الأرجح حاملة الرسالة" وتشير الآية 2 إلى أنها كانت لديها أيضًا "أعمال" أخرى للتعامل معها في روما.

### بريسكلا وأكيلا (الآيات 3-4)
3 سلموا على بريسكلا وأكيلا العاملين معي في المسيح يسوع، 4 اللذين وضعا عنقيهما من أجل حياتي، اللذين لست أنا وحدي أشكرهما، بل أيضا كل كنائس الأمم.
رومية 16: 3-4، ترجمة الملك جيمس الجديدة ‏ 
"بريسيلا" هو اسم صغير وعاطفي لـ "بريسكا". لقد طُردت هي وزوجها أكويلا من روما باعتبارهما يهوديين في عهد كلوديوس، ثم اعتنقتا المسيحية في كورنثوس على يد بولس (أعمال الرسل 18: 1). تم ذكر بريسكلا أولاً بشكل ملحوظ، ربما استدلالًا على أنها كانت "الأكثر نشاطًا وظهورًا من الاثنتين" كما هو الحال أيضًا في أعمال الرسل 18:18 و2 تيموثاوس 4:19؛ باستثناء 1 كورنثوس 16:19، حيث يرسلون التحية، يأخذ زوجها الأسبقية.
وبعد ذلك ظهر هذا الزوجان في شركة بولس في أفسس (أعمال الرسل 18: 18؛ أعمال الرسل 18: 26؛ 1 كورنثوس 16: 19). عندما كتبت هذه الرسالة كانوا في روما، ولكن يبدو أنهم عادوا لاحقًا إلى أفسس (2 تيموثاوس 4: 19).
كان "أكيلا" يهوديًا من بنطس. هناك يهودي آخر يدعى أكويلا من بنطس (سينوبي)، عاش بعد أكثر من قرن من الزمان، قام بترجمة الكتاب المقدس العبري (العهد القديم) إلى اليونانية، ومقارنته بشكل نقدي بالسبعينية في سداسية أوريجانوس.

### أندرونيكوس ويونيا (الآية 7)
سلموا على أندرونيكوس ويونيا نسيبيّ المأسورين معي، اللذين هما مشهوران بين الرسل، وقد كانا في المسيح قبلي.
رومية 16: 7، ترجمة الملك جيمس
- كان "أندرونيكوس" قريبًا لبولس وسجينًا معه في وقت ما، وكان معروفًا بشكل خاص بين الرسل، وكان قد أصبح تابعًا ليسوع المسيح قبل تحول بولس على الطريق إلى دمشق، والذي أثنى عليه بولس مع جونيا باعتبارهما عاملين مسيحيين و"رسلًا" بارزين إلى جانب سيلا وتيموثاوس وآخرين أطلق عليهم هذا اللقب في الكنيسة الأولى.[13]
- "جونيا": على الرغم من وجود وجهة نظر في الماضي مفادها أن هذا كان رجلاً يُدعى جونياس (Ἰουνιᾶς أو Ἰουνίας، حيث أن الأخير هو الاسم العبري Yĕḥunnī)، فإن الإجماع بين معظم علماء العهد الجديد الحديث هو أن هذا الشخص كان امرأة تدعى Junia (Ἰουνία)،[14] الذي ربما اعتبره الرسول بولس رسولاً.[15]

### ترتيوس (الآية 22)
أنا ترتيوس كاتب هذه الرسالة، أحييكم في الرب.
رومية 16: 22، ترجمة الملك جيمس 
"تيرتيوس" كان كاتبًا للرسول، الذي كتب هذه الرسالة، إما من ملاحظات الرسول، أو من الإملاء. اسمه لاتيني، وربما يكون الشخص رومانيًا، لأن الأسماء Secundus وTertius وQuartus وQuintus وما إلى ذلك كانت شائعة بين الرومان، على الرغم من أنه يمكن القول أن هذا الرجل كان هو نفسه سيلاس، وهي الكلمة العبرية نفسها Tertius. يُعرف سيلا بأنه رفيق الرسول بولس، ويُعَد أيضًا من بين السبعين تلميذًا، ويقال إنه كان أسقف إيقونية (انظر لوقا 10 ‏: 1). يمكن ربط عبارة "في الرب" بـ "كتب هذه الرسالة" مما يعطي إحساسًا بأن ترتيوس كتب هذه الرسالة من أجل الرب (ليس بالوحي، بل لكونه كاتبًا للرسول فقط). ومع ذلك، فإن هذه العبارة ترتبط بشكل أفضل بكلمة "التحية"، والمعنى هو أن تحيته كانت تهدف إلى تمني الخير للناس في الرب، حتى "يكون لهم شركة كبيرة معه".

### غايوس وإراستوس وكوارتس (الآية 23)
يسلم عليكم غايوس مضيفى ومضيف الكنيسة كلها. يسلم عليكم إيراستوس، خازن المدينة، وكوارتوس، الأخ.
رومية 16: 23، ترجمة الملك جيمس الجديدة 
- " إراستوس" (باليونانية): المعروف أيضًا باسم "إيراستوس بانياس"، وكان وكيلًا في كورنثوس، وهو منصب سياسي ذو مكانة مدنية عالية. يتم تعريف الكلمة على أنها "مدير الأسرة أو شؤون الأسرة" أو في هذا السياق "أمين الصندوق"؛[17] تستخدم نسخة الملك جيمس الترجمة "خادم الغرفة"، بينما تستخدم النسخة الدولية الجديدة  [لغات أخرى]‏ "مدير الأشغال العامة". عُثر في عام 1929 على نقش يذكر اسم إيراستوس بالقرب من منطقة مرصوفة شمال شرق مسرح كورنثوس، ويرجع تاريخه إلى منتصف القرن الأول، وينص على "إيراستوس في مقابل منصبه كرئيس للكنيسة قام بتعبيدها على نفقته الخاصة".[18] وقد حدد بعض علماء العهد الجديد هذا الإيراستوس الإيديل مع إيراستوس المذكور في رسالة الرومان، لكن آخرين يشككون في ذلك.[19]
- " كوارتوس": يفسر معظم العلماء وصف "الأخ" على أنه "زميل مؤمن"، وليس "أخ إيراستوس".[20] وفقًا للتقاليد الكنسية، يُعرف باسم "كوارتوس من بيروت"، أسقف بيروت (حوالي عام 50 م) وواحد من التلاميذ السبعين.[21][22]

## انظر ايضا
- رومية 15